# Waniów
Waniów (ukr. Ванів) – wieś na Ukrainie, w rejonie czerwonogrodzkim obwodu lwowskiego. Liczy 865 mieszkańców (2023).
W II Rzeczypospolitej do 1934 samodzielna gmina jednostkowa. Następnie należała do zbiorowej wiejskiej gminy Bełz w powiecie sokalskim w woj. lwowskim. Położenie wsi na prawym brzegu Sołokiji sprawiło, że po wojnie została ona przyłączona do Związku Radzieckiego.